# Ditrichophora exigua
Ditrichophora exigua är en tvåvingeart som beskrevs av Cresson 1924. Ditrichophora exigua ingår i släktet Ditrichophora och familjen vattenflugor. Inga underarter finns listade i Catalogue of Life.